# Onze-Lieve-Vrouw van Finisterraekerk
De Onze-Lieve-Vrouw van Finisterraekerk (Frans: Église Notre-Dame du Finistère) is een kerkgebouw in de Belgische hoofdstad Brussel aan de Nieuwstraat.
Reeds in de 15e eeuw bestond er een kleine kapel gewijd aan Onze-Lieve-Vrouw bij de groententuinen van het Brussels grondgebied, aan het uiteinde van het stadsgebied (met enige overdrijving Finis Terrae of Einde van de Wereld). Bij een inval door de Nederlanden in de loop van de Tachtigjarige Oorlog wordt de kapel verwoest maar vervolgens groter heropgebouwd en in 1617 ingezegend door Matthias Hovius, de aartsbisschop van Mechelen. Door de stadsgroei wordt de kapel in de 17e eeuw te klein en wordt in 1646 een parochiekerk opgetrokken, die tien jaar later al vergroot dient te worden.
De huidige kerk is een kerk waarvan de bouw werd aangezet in 1708 en de wijding plaatsvond in 1730. Architecten zijn vermoedelijk Willem de Bruyn en beeldhouwer Hendrik Frans Verbruggen. De kerk in barokarchitectuur is driebeukig met een middenschip, twee zijbeuken en een halfrond koor, zonder transept.
In de kerk bevinden zich schilderijen van Gaspar de Crayer, Joseph van Severdonck en Charles de Groux.
De naturalistische preekstoel is van Simon Joseph Duray (1758). Hij verbeeldt de Zondeval tussen de Levensboom en de Boom van de kennis van goed en kwaad. Mozes met de wetstafelen en Aäron vertegenwoordigen het oude verbond. De gekruisigde Christus is de nieuwe boom des levens.
Een beeldje uit 1625, aanwezig in de kerk sinds 1814 en oorspronkelijk afkomstig uit Aberdeen, heeft de naam geluk te brengen bij kansspelen en bij examens. Het orgel uit 1849-1856 is van de hand van Hippolyte Loret werd een laatst maal in 1999 hersteld door de firma Thomas en Jean Ferrard.
In 1970 ging bij een brand de klokkentoren in de vlammen op, die men nadien restaureerde. De brand volgde slechts drie jaar na een grote brand recht tegenover aan de overkant van dezelfde Nieuwstraat, de brand in de Innovation.
Onze-Lieve-Vrouw van Finisterrae was van 1973 tot 2003 de parochiekerk van pastoor Staf Nimmegeers.

## Archief
Het archief van de Onze-Lieve-Vrouw van Finisterrae wordt bewaard in het Rijksarchief te Brussel.

## Galerij

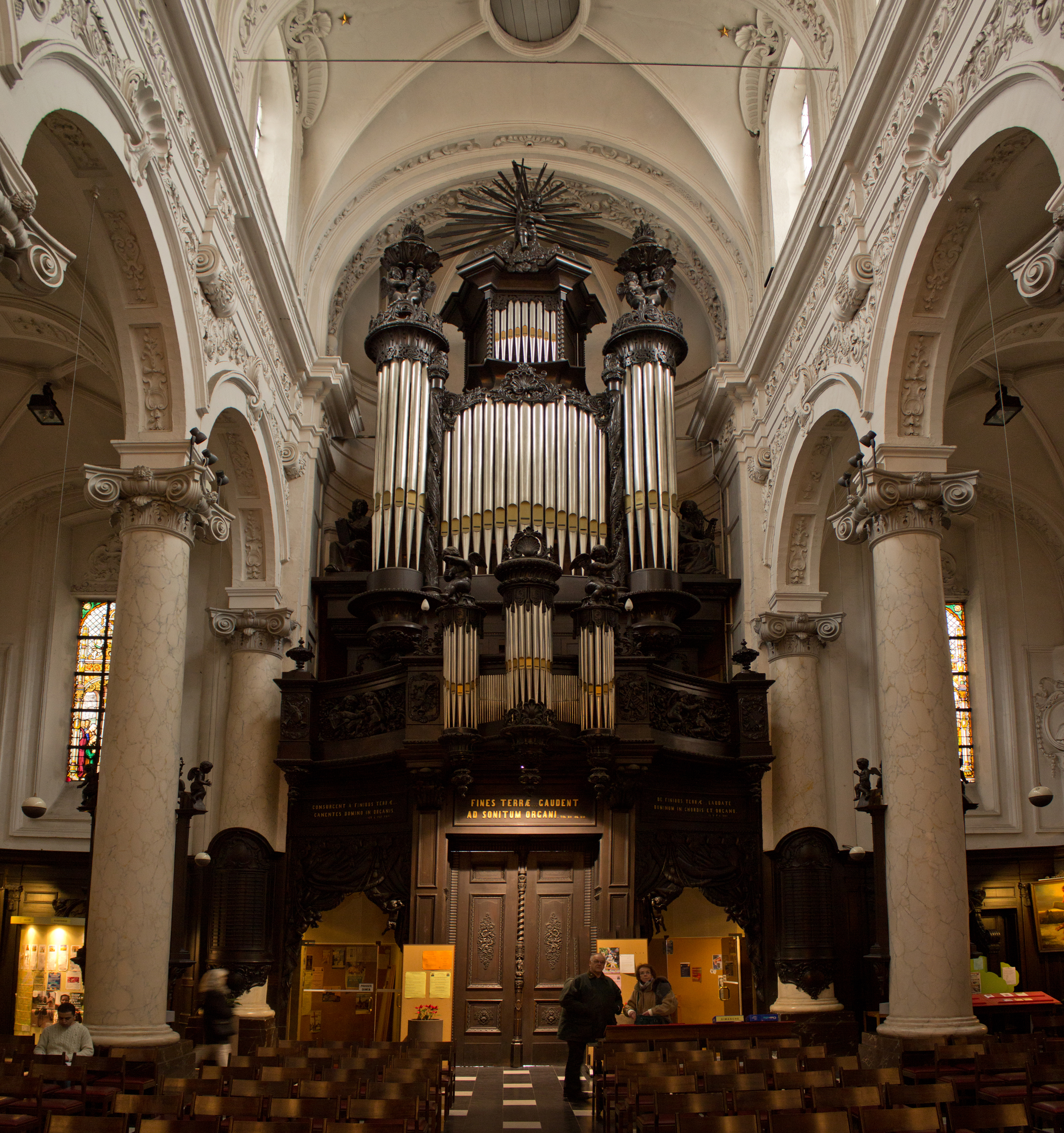
Het orgel van Hippolyte Loret uit 1849-1856
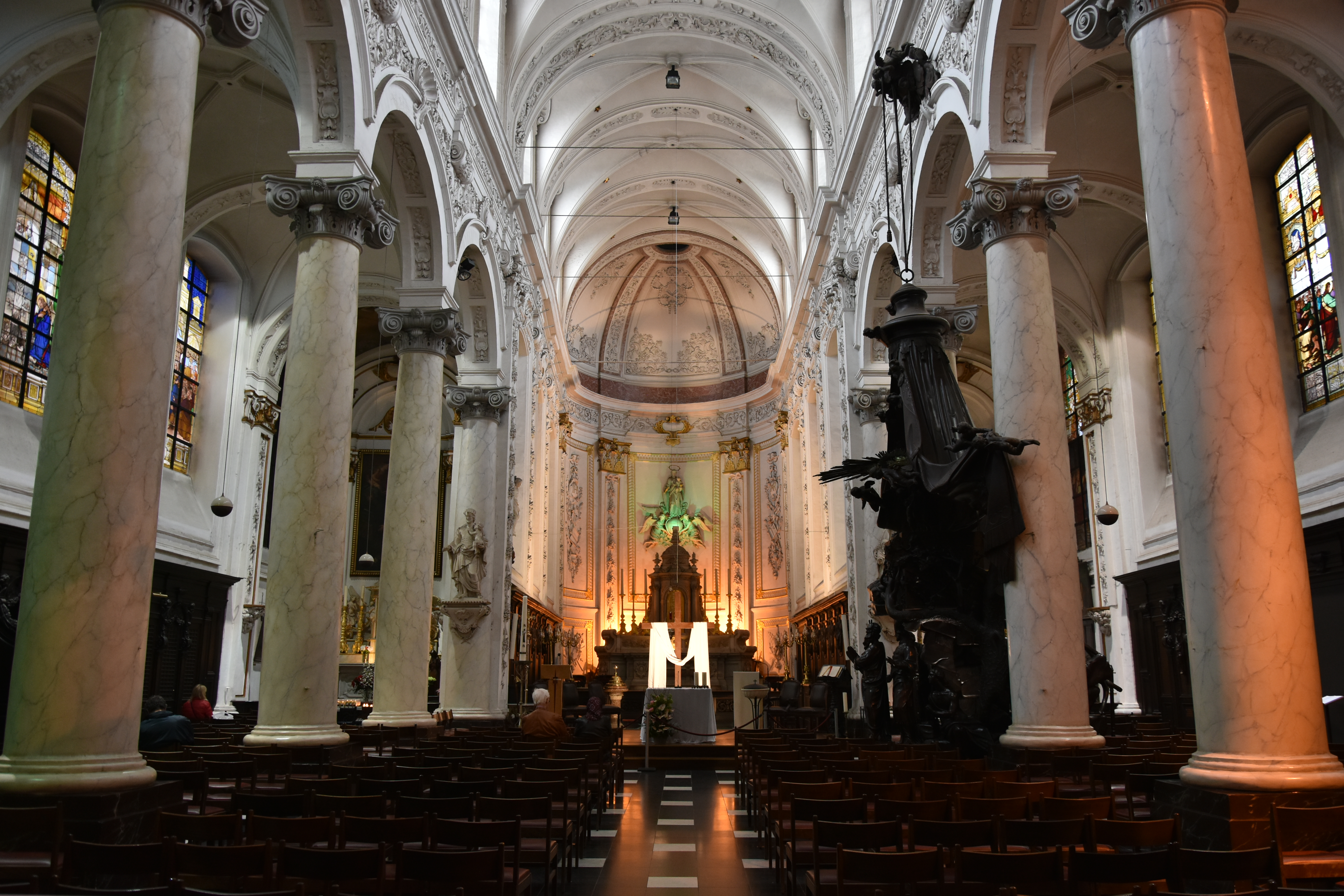
Het kerkschip
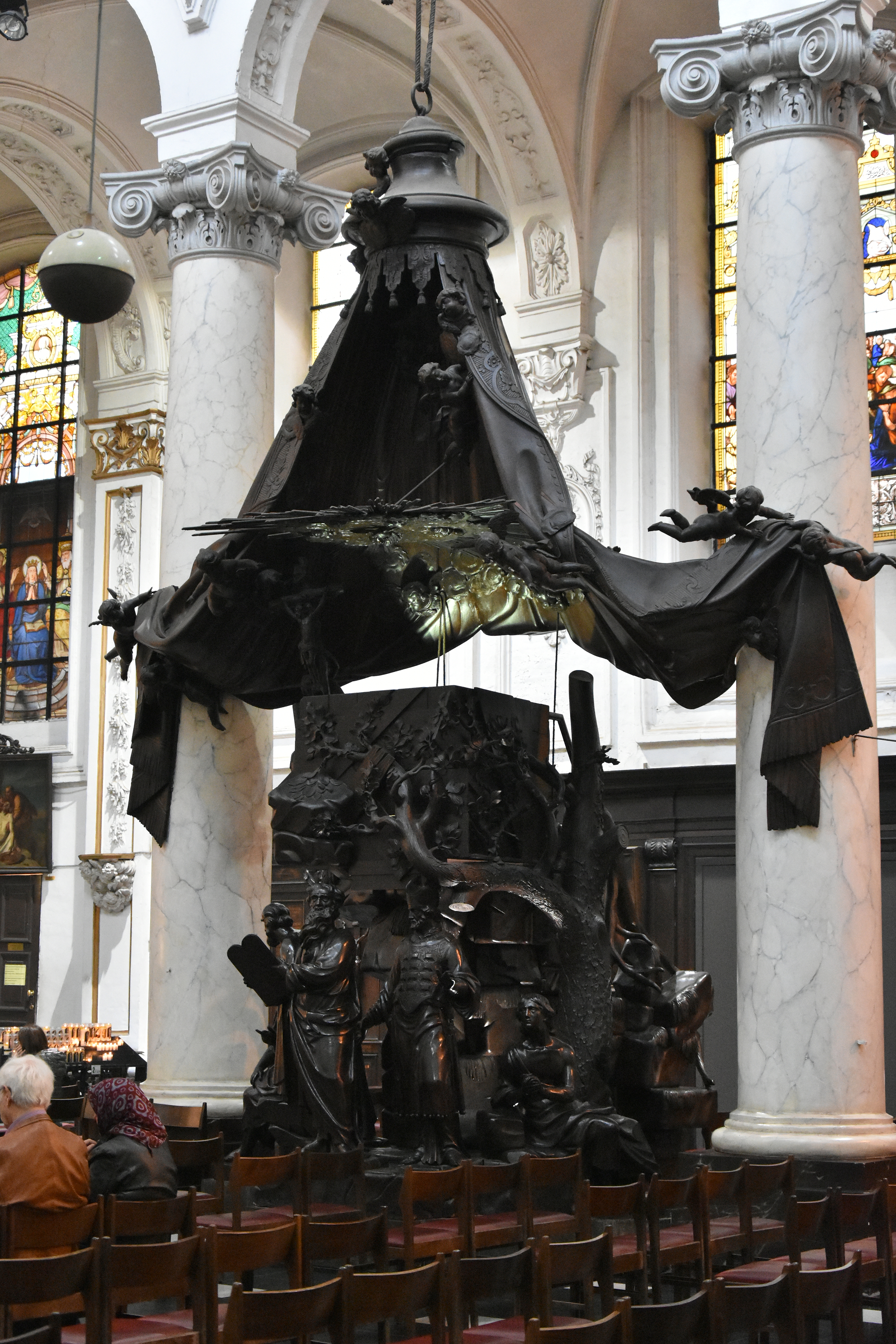
De preekstoel